# Bernardino Grimaldi

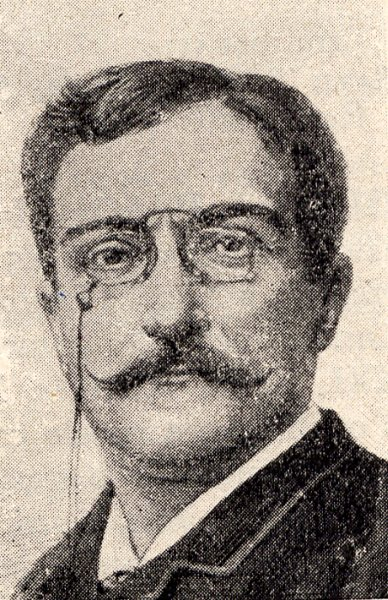

Bernardino Grimaldi, född 1837 i Catanzaro, död 1897 i Rom, var en italiensk politiker. 
Grimaldi invaldes 1876 i deputeradekammaren och var juli till november 1879 finans- och skattkammarminister i Benedetto Cairolis kabinett, 1884–87 jordbruks- och handelsminister under Agostino Depretis samt 1887 till mars 1889 och från december 1890 intill februari 1891 finansminister under Francesco Crispi. Grimaldi återgick därefter till advokatverksamhet och kommunala värv i Rom, men tillhörde juli 1892 till december 1893 som skattkammarminister, en tid därjämte som interimistisk finansminister, kabinettet Giovanni Giolitti.